# Pseudoterpna syltica
Pseudoterpna syltica är en fjärilsart som beskrevs av Louis Beethoven Prout 1935. Pseudoterpna syltica ingår i släktet Pseudoterpna och familjen mätare. Inga underarter finns listade.